# Alejandra Pizarniková
Alejandra Pizarniková (29. dubna 1936 Avellaneda – 25. září 1972 Buenos Aires) byla argentinská básnířka.
Narodila se v rodině židovských imigrantů z východní Evropy. Vystudovala literaturu a filozofii na univerzitě v Buenos Aires. Studovala též malbu u katalánského malíře Juana Batlle Planase. V letech 1960-1964 pracovala jako novinářka a překladatelka v Paříži (překládala do španělštiny díla autorů jako byl Henri Michaux, Antonin Artaud, Marguerite Durasová či Yves Bonnefoy). Během té doby na Sorbonně studovala dějiny náboženství a francouzskou literaturu. Po návratu do Argentiny vydala tři básnické sbírky: Los trabajos y las noches (Práce a noci, 1965), Extracción de la piedra de locura (Výtažek z kamene šílenství, 1968) a El inferno musical (Hudební peklo, 1971). Vydala též prozaickou knihu La condesa sangrienta o maďarsko-slovenské hraběnce Báthoryové. V roce 1972 spáchala sebevraždu.